# Pseudomaro aenigmaticus
Pseudomaro aenigmaticus är en spindelart som beskrevs av Denis 1966. Pseudomaro aenigmaticus ingår i släktet Pseudomaro och familjen täckvävarspindlar. Inga underarter finns listade i Catalogue of Life.